# Francesco Storace
Pour les articles homonymes, voir Storace.
Francesco Storace, né le 25 janvier 1959 à Cassino, dans le Latium, est un homme politique italien de droite.
Journaliste au sein de la publication du MSI Secolo d'Italia, il est élu en 1994 député de Rome sous les couleurs de l'Alliance nationale (AN), un mandat qu'il conserve en 1996. Il est alors choisi pour présider la commission parlementaire de contrôle de la télévision publique.
En 2000, il mène le centre droit à la victoire aux élections régionales dans le Latium. Il n'accomplit qu'un seul mandat puisqu'il est battu par le centre gauche en avril 2005. Peu après, il devient ministre de la Santé dans le gouvernement Berlusconi III. Accusé d'espionnage électoral, il démissionne en mars 2006.
Cela ne l'empêche pas d'être élu au Sénat de la République le mois suivant. En juillet 2007, il quitte l'AN pour créer La Droite. Il échoue à conserver son siège aux élections générales de 2008. Toujours présent sur la scène politique, il fonde en 2017 le Mouvement national pour la souveraineté (MSN) avec Gianni Alemanno.

## Biographie

### Débuts en politique
Il est d'abord chauffeur de Giorgio Almirante, secrétaire du Mouvement social italien - Droite nationale (MSI-DN). Il devient ensuite journaliste au quotidien de la droite radicale Secolo d'Italia, publication officielle du MSI-DN. Il est ensuite nommé directeur du service de presse du Mouvement social italien.

### Député
Aux élections générales anticipées des 27-28 mars 1994, il postule dans le 21e collège électoral de la circonscription Latium-1, « Rome-Trionfale ». Il totalise plus de 41 000 voix, soit 49,9 % des suffrages, et se trouve ainsi élu à la Chambre des députés à 35 ans. Il rejoint alors le groupe de l'Alliance nationale (AN), qui remplace le MSI et dont il dirige également le service de presse.
Il conserve son mandat lors des élections générales du 21 avril 1996 avec environ 39 600 voix, ce qui correspond à 49,6 % des exprimés. Il ne devance la candidate du centre gauche que deux points. À la Chambre, il est porté à la présidence de la commission parlementaire de surveillance de la radiotélévision publique (RAI).

### Président du Latium
Pour les élections régionales du 16 avril 2000, il se présente au poste de président de la Région Latium comme chef de file de la coalition « Pour le Latium » (en italien : Per il Lazio), principalement formée par l'Alliance nationale, Forza Italia (FI) et le Centre chrétien-démocrate (CCD). Avec 51,3 % des voix, il est élu président de la Région tandis que l'alliance qui le soutient remporte 38 sièges sur 60 au conseil régional après avoir réuni 53,2 % des suffrages.
Après cinq ans au pouvoir, il mène le centre droit italien à la défaite au cours des élections du 3 avril 2005. Alors que la coalition entre l'AN, la FI et l'Union des démocrates chrétiens et de centre (UCD) totalise 50,27 % des voix contre 48,5 % pour L'Union de centre gauche, il ne remporte personnellement que 47,4 % des exprimés alors que son adversaire Piero Marrazzo obtient 50,7 % des suffrages.

### Ministre de la Santé
Le 23 avril 2005, à neuf jours de son remplacement par Marrazzo, Francesco Storace est nommé à 46 ans ministre de la Santé dans le troisième gouvernement du président du Conseil Silvio Berlusconi, assermenté le même jour.
Il remet sa démission le 11 mars 2006, après moins d'un an en fonction et à un mois des élections générales auxquelles il postule au Sénat de la République dans le Latium. Il est accusé d'avoir organisé tenté d'espionner Piero Marazzo et Alessandra Mussolini dans le cadre de la campagne des élections régionales de l'année précédente, des accusations qu'il réfute.

### Un responsable de la droite dure
Élu sénateur, il siège au groupe de l'Alliance nationale jusqu'au 29 juillet 2007. Il rejoint le lendemain qui suit le groupe mixte, après avoir fondé le 3 juillet le parti nationaliste et conservateur La Droite (La Destra). Aux élections générales anticipées des 13 et 14 avril 2008, il se représente au titre de la coalition « La Droite - Flamme tricolore » de Daniela Santanchè mais échoue à se faire réélire.
En avril 2012, il rencontre Marine Le Pen — alors candidate à l'élection présidentielle — au siège du Front national. Tandis que la présidente du FN explique que la rencontre se fait à la demande de Storace et qu'elle a accepté car « toutes les personnes qui sont prêtes aujourd’hui à mener une réflexion sur la situation économique de nos peuples, je crois qu’il faut discuter avec eux », lui dit espérer un « parcours commun au niveau continental ». Il lance le 19 février 2017 le Mouvement national pour la souveraineté (MNS), qui rassemble La Droite et l'Action nationale de l'ancien maire de Rome Gianni Alemanno, lui aussi ancien responsable de l'Alliance nationale.